# 한덕리 (1871년)
한덕리(韓悳履, 1871년 6월 5일 ~ 1939년 3월 4일)은 대한제국의 독립운동가이다.
본관은 청주(淸州), 호(號)는 녹산촌(綠山村)이며 아명(兒名)은 한필수(韓苾樹)·한근형(韓瑾馨)이고 1876년에 한덕리(韓悳履)로 개명하였다.

## 생애

### 일생
경기도 양평에서 출생하였으며 1898년 대한제국 관료에 천거되어 이후 1898년에서 1901년까지 군서기관 직급 관료를 지냈고 1901년 대한제국 관료직을 사퇴 및 낙향하였다.
1910년 대한제국 멸국 국치 사태 후 1919년 경기도 양평 향리에서 삼일 대한 독립 만세 운동에 참가하였고 朝鮮獨立團 京畿道支團을 창단하여 支團長으로 선임되어 郡守 面長들에게는 독립운동에 참여할 것을 권유하고 親日派들에게는 脅迫狀을 발송하였으며 富豪들로부터 軍資金을 모집하는 등 主謀者로 활동하였다.

### 정당 당원 이력
- 한국독립당 상임위원 겸 당무위원(1922년~1929년)
- 한국독립당 전임고문 겸 당무위원(1930년~1931년)

### 사후
대한민국 정부에서는 고인의 공훈을 기리고자 1990년 8월 15일을 기하여 대한민국 건국훈장 애족장을 추서하였다.